# Aiolos
Aiolos (řecky Αἴολος, latinsky Aeolus) je v řecké mytologii vládce větrů.
Žil na ostrově v Aiolii. Přijal vlídně Odyssea i jeho družinu a na další cestu daroval Odysseovi měch, v němž byly uzavřeny všechny nepříznivé větry, takže lodě poháněl na Aiolův rozkaz jenom mírný Zefyros. Odysseovi druhové však měch otevřeli a nepříznivé větry zahnaly loď zpět k Aiolovi. Ten už Odyssea znovu nepřijal, protože myslel, že nemá přízeň bohů.